# Burg Erlstein
Die Burg Erlstein, auch Erlenstein geschrieben und als Burgstall Altes Schloss, als Schaibing oder „Gschloß aufm Reut“ bezeichnet, ist eine abgegangene spätmittelalterliche Höhenburg in einer markanten Schleife der Erlau bei Fattendorf in der Gemeinde Thyrnau im Landkreis Passau in Bayern. Die Burgstelle wird grob als spätmittelalterlich datiert. Erhalten haben sich von der kleinen Burg nur noch zwei Gräben. Die Stelle ist als Bodendenkmal Nummer D-2-7447-0013 „Burgstall des späten Mittelalters ("Altes Schloß" bzw. "Erlenstein")“ geschützt.

## Geschichte
Die Burg Erlstein ist eine Gründung des 14. Jahrhunderts, erbaut wurde sie vom Passauer Bischof Albert III. von Winkel. Sie lag an der Straße von Passau über Erlau nach Untergriesbach. Burgherren waren die Watzmannsdorfer von Thynau, sie waren Ministeriale des Hochstiftes Passau und damit des Bischofs.
Das Ende der Burg kam nach der für die Passauer Bürger vernichtenden Niederlage bei der im September 1367 geschlagenen Schlacht bei Erlau, aus welcher der Bischof siegreich hervorging. Nach der Schlacht an der Mündung der Erlau in die Donau, heute ist die Stelle mit einem Gedenkkreuz bezeichnet, zogen die Söldner des Bischofes vor die nahe Burg Erlstein und zerstörten sie. Die Burgherren hatten sich wohl bei den Unruhen vor der Schlacht gegen den Bischof gewendet.

## Beschreibung
Die bewaldete Burgstelle befindet sich etwa 1300 Meter ostsüdöstlich der Kapelle von Fattendorf in der Waldflur Reut auf einer steil abfallenden Geländezunge in einer engen, nach Osten gerichteten Schleife der Erlau, gegenüber der Einmündung des Figerbaches. Die Burg war so an drei Seiten durch den Flusslauf der Erlau gesichert, nur im Westen war vom ansteigenden Vorgelände aus ein Zugang möglich. Durch den Schlossberg führt an seiner schmalsten Stelle ein 34 Meter langer Zugtunnel, der Schloßbergtunnel, der stillgelegten Bahnstrecke Passau-Voglau–Hauzenberg.
Die nur kleine Fläche der Burg Erlstein liegt in rund 340 m ü. NHN Höhe auf einer anfangs gratartigen und mit Felsen durchsetzten Geländezunge, die sich nach Osten etwas erweitert. Nach Westsüdwesten wird die Burgstelle durch zwei hintereinander liegende und aus dem Fels gearbeitete Halsgräben gesichert. Für Gebäude stand dort nur wenig Platz zur Verfügung, möglicherweise war auch eine tieferliegende Terrasse an der Ostspitze der Geländezunge bebaut.
Rund 250 Meter westlich des Burgstalles befand sich ein heute verebneter, S-förmig gebogener Wallzug, der sich von Nordnordosten nach Südsüdwesten erstreckte. Er gehörte aber vermutlich nicht zur mittelalterlichen Burganlage, sondern zu einer vorgeschichtlichen Wallanlage. Dort befinden sich zudem Schürfgruben von Eisenerzabbau sowie auch die vermutete Wüstung der Ortschaft Reut. Auch diese Stelle ist ein Bodendenkmal mit der Nummer D-2-7447-0014 „Verebnete Wallanlage und Schürfgruben (Eisenerzabbau) vorgeschichtlicher oder mittelalterlich-frühneuzeitlicher Zeitstellung sowie vermutlich Wüstung des späten Mittelalters und der frühen Neuzeit ("Reut")“.